# Vermogensmarkt
De vermogensmarkt is de markt waarop vermogenstitels worden verhandeld in ruil voor geld. Een vermogensmarkt wordt ingedeeld in een geldmarkt en een kapitaalmarkt.